# European Journal of Protistology
European Journal of Protistology est journal scientifique couvrant l'ensemble du champ de la protistologie, que ce soit du point du vue du développement  des organismes, de leur écologie et de leur biologie moléculaire. Le journal est publié par Elsevier. C'est le journal officiel journal de la Federation of European Protistological Societies.

## Indexation
Le journal est indexé par exemple dans:
- Web of Science
- Elsevier BIOBASE

Selon Journal Citation Reports, le journal a facteur d'impact de 3,471 en 2021,.